# جوزيف ميكوفسكي-بومورسكي
جوزيف ميكوفسكي-بومورسكي (من مواليد 1 يوليو 1868 في Malice Kościelne، توفي في 4 مايو 1935 في وارسو) - بولندي أستاذ الكيمياء الزراعية، سياسي، ماسوني، أول عميد لجامعة وارسو لعلوم الحياة.

## السيرة الذاتية
تخرج من المدرسة في وارسو. أكمل دراسته في كلية الهندسة الزراعية بجامعة ريغا التقنية في 1885-1889، وتخرج بمرتبة الشرف. أثناء دراسته تم قبوله في مؤسسة أركونيا الأكاديمية. منذ عام 1893، شغل منصب مساعد في الأكاديمية الزراعية في دوبلاني وألقى محاضرات في الكيمياء الزراعية. قام بتنظيم محطة أبحاث وتجريب كيميائية وزراعية هناك ومنذ عام 1900 عمل أستاذاً. بين الأعوام 1906-1911 شغل منصب مدير الأكاديمية. وكان عضوا في الجمعية الاقتصادية الجاليكية، (18 يونيو 1903 - 24 يونيو 1910).
في عام 1911 ذهب للعمل في وارسو. وفي عام 1916، كان عضوًا في مجلس إدارة جمعية أمهات المدارس البولندية. في الأعوام 1918-1920 و1928-1929 كان رئيسًا لجامعة وارسو لعلوم الحياة . في 24 أبريل 1929، منحته جامعة بوزنان الدكتوراه الفخرية.
وانخرط في الحياة السياسية لمملكة بولندا، التي تأسست عام 1916 بموجب قانون 5 نوفمبر . كان نائباً للرئيس في مجلس الدولة المؤقت (1916–1917) وعضواً في لجنته الانتقالية. وفي حكومة جان كوتشارزويسكي (1917–1918)، شغل منصب نائب رئيس الوزراء ووزير الزراعة. عينه مجلس الوصاية في مجلس الدولة حيث انتخب نائبا للرئيس. في الأعوام 1922-1923 و1926 كان وزيراً للطوائف الدينية والتنوير العام. مؤسس اتحاد الدولة القومي عام 1922.
توفي في 4 مايو 1935 ودُفن في 7 مايو  في مقبرة بووزكي في وارسو.
في عام 2022، بمبادرة من رئيس وزراء جمهورية بولندا، ماتيوس مورافيتسكي، خضع قبر الوزير للترميم. تم تنفيذ المشروع بأكمله من قبل مؤسسة Stare Powązki  بالتعاون مع مستشارية رئيس الوزراء .

## إحياء ذكرى

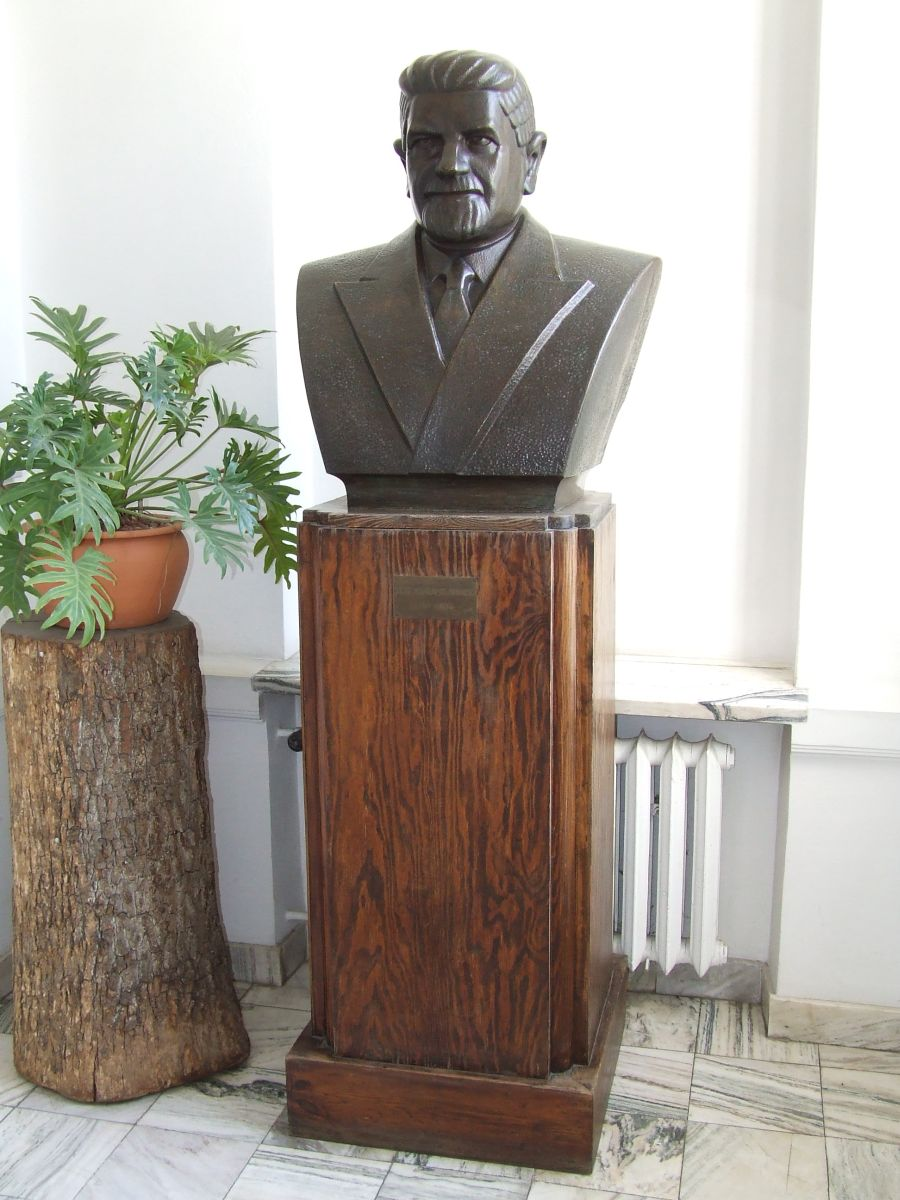
تمثال نصفي في قصر أورسينوف

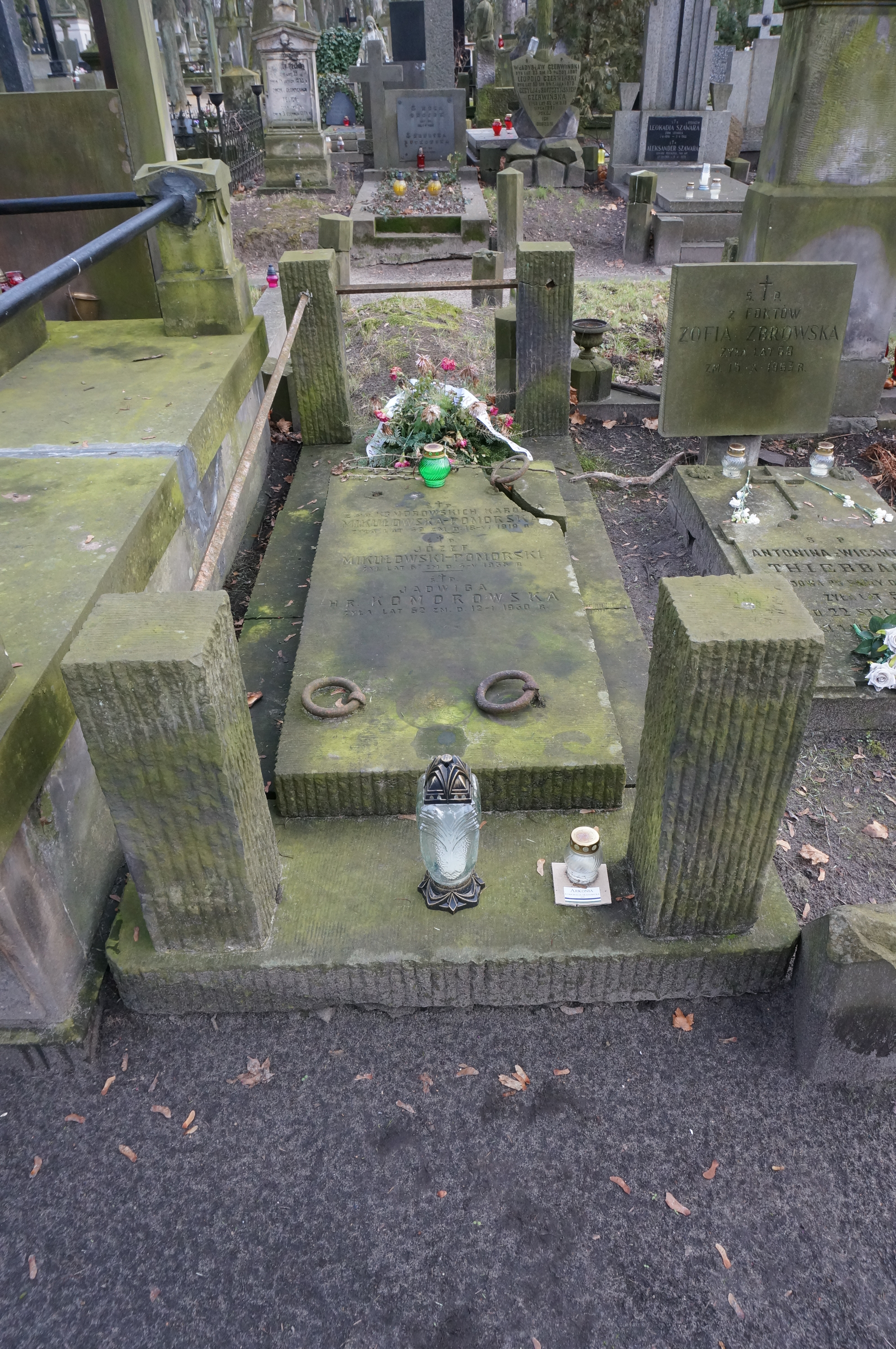
قبر جوزيف ميكووفسكي بومورسكي قبل الترميم

- في عام 1936، تم وضع تمثال نصفي لميكووفسكي-بومورسكي في مبنى SGGW
- في عام 1988 تم إحياء ذكرى البروفيسور في ماليتسا. بإقامة مسلة على شرفه.[9]

## المنشورات
- آثار استخدام الأسمدة الصناعية في مزارعنا 1909 [10]
- علم خصوبة التربة والأسمدة 1912 [11]
- الخطة العقلانية للمجالات التجريبية الدائمة ، 1914 [12]
- الإصلاح الزراعي في روسيا 1917 , 1919 [13]
- عمل الأسمدة النيتروجينية في ظروف مختلفة: مساهمات في منهجية تجارب الأصيص ، 1923 [14]
- أهمية وتنظيم المسابقات الزراعية لشباب الريف 1928 [15]
- دليل زراعة المروج ، 1930
- تأثير السوبرتوماسين على التربة الحمضية والقلوية ، 1934
- أصوات حول التسميد النيتروجيني في الوقت الحاضر ، 1934
- التربة وزراعة النباتات 1937
- تأثير إضافة أملاح الصوديوم والمغنسيوم والكالسيوم على التأثير التسميدي للبوتاسيوم 1938 [16]
- ما هو التدريب الزراعي ، 1957

## الأوسمة

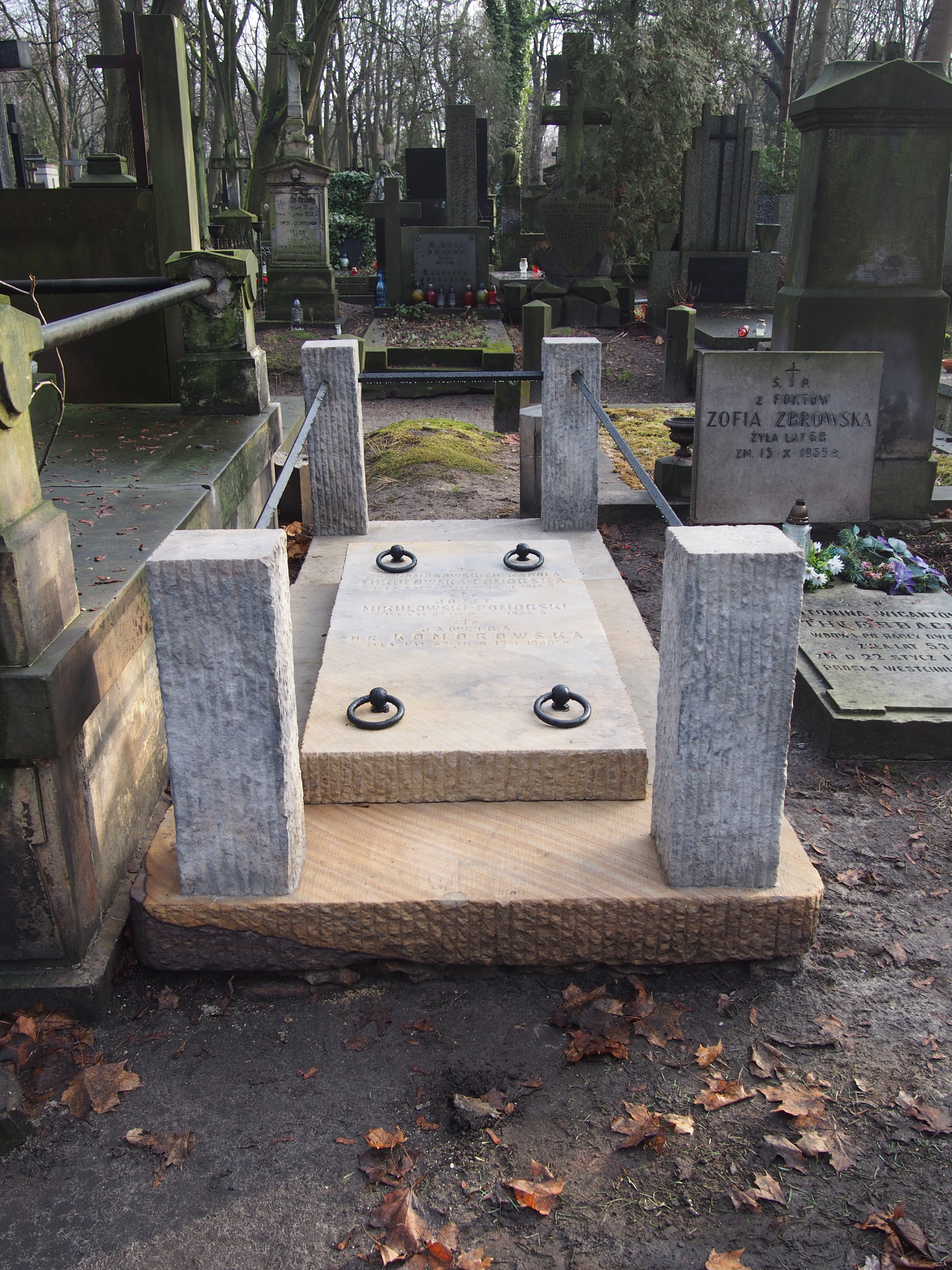
قبر جوزيف ميكووفسكي-بومورسكي بعد الترميم

- قبر جوزيف ميكووفسكي-بومورسكي بعد الترميم صليب القائد مع نجمة وسام بولونيا ريستيتوتا (2 مايو 1924) [17]